# Liquido
Liquido – niemiecki zespół rockowy, założony w 1996 roku przez czterech szkolnych kolegów, którymi byli Wolle Maier, Tim Elermann, Wolfgang Schrodl i Stefan Schulte-Holthaus.
W 1997 roku, nakładem niewielkiej wytwórni Seven Music, zespół wydał debiutancki singiel „Narcotic”. Utwór szybko zdobył popularność w Niemczech, a formacją zainteresowała się Virgin Records.
Debiutancki album grupy, zatytułowany „Liquido”, został wydany w roku 1999. W Europie znalazł ponad milion nabywców. Płyta zawierała największy przebój formacji, energetyczny pop-rockowy „Narcotic”. Rok później ukazał się drugi album grupy, „At The Rocks”. W roku 2002 zespół zaprezentował płytę „Alarm! Alarm!”, a trzy lata później kolejną – „Float”. Nie spotkały się one jednak z takim rozgłosem, jak debiutancka płyta.

## Dyskografia
| 1999                           | Liquido - Data: 1999 - Wydawca: Virgin                   | 4  | 2  | 5  | 44 | 51 | 71 |
| 2000                           | At the Rocks - Data: 12 września 2000 - Wydawca: Virgin  | 15 | 38 | 23 | –  | –  | –  |
| 2002                           | alarm!alarm! - Data: 3 maja 2002 - Wydawca: Virgin       | –  | –  | –  | –  | –  | –  |
| 2004                           | The Essential - Data: 18 marca 2004 - Wydawca: Virgin    | –  | –  | –  | –  | –  | –  |
| 2005                           | Float - Data: 2 maja 2005 - Wydawca: Nuclear Blast       | 92 | 60 | –  | –  | –  | –  |
| 2008                           | Zoomcraft - Data: 17 marca 2008 - Wydawca: Nuclear Blast | –  | –  | –  | –  | –  | –  |
| „–” pozycja nie była notowana. |                                                          |    |    |    |    |    |    |